# Velódromo Municipal de Montevideo
El Velódromo Municipal de Montevideo es un velódromo ubicado en el Parque Batlle en Montevideo, Uruguay. Con una extensión de 333 metros, es el principal escenario para la práctica de ciclismo en pista en el país desde su inauguración en 1938. Allí se realizó el Campeonato Mundial de Ciclismo en Pista de 1968. 
Desde 1998 el nombre oficial del recinto es Velódromo Municipal Atilio François en honor a Atilio François, ciclista uruguayo ganador de tres ediciones de la Vuelta Ciclista del Uruguay entre otras competiciones nacionales y extranjeras.
Es administrado por la Secretaría Educación Física Deporte y Recreación de la Intendencia de Montevideo, por la Federación Ciclista Uruguaya y por la Organización de Fútbol Infantil.

Cabe destacar que hasta el día de la fecha ( Agosto 2025 ) dicho recinto no se puede utilizar con regularidad y en horarios en qué la población pueda. Una mala gestión administrativa y de comprensión por el deporte hace que esté sea un lugar casi obsoleto para lo que fue creado.

El Velódromo Municipal de Montevideo en 1948.

Actualmente se están juntando firmas para volver a renacer el Velódromo Atilio François a su más expendida expresión para el deporte.
Entérate más sobre la junta de firmas clickeando aquí.

## Otros eventos
El velódromo alberga en su espacio interior a la pista, una cancha donde la Organización Nacional de Fútbol Infantil lleva adelante las finales metropolitanas de sus ligas barriales y departamentales.
Con un aforo de 15.000 personas, el Velódromo se ha utilizado para espectáculos artísticos, entre ellos tablados de Carnaval, dos ediciones de la Fiesta de la X y docenas de conciertos musicales. Es uno de los espacios predilectos de músicos nacionales e internacionales para sus presentaciones en Uruguay. Ha recibido conciertos multitudinarios de artistas nacionales e internacionales, entre los cuales se encuentran:
| País                                                                                       | Artista                                                    | Año                      |
| ------------------------------------------------------------------------------------------ | ---------------------------------------------------------- | ------------------------ |
| Bandera de Canadá                                                                          | Alanis Morissette                                          | 1999                     |
| Bandera de México                                                                          | Maná                                                       | 2000                     |
| Bandera de Colombia                                                                        | Shakira                                                    | 2000                     |
| Bandera de Argentina                                                                       | Sui Generis                                                | 2000                     |
| Bandera de Uruguay                                                                         | Natalia Oreiro                                             | 2000                     |
| Bandera de Argentina · Bandera de Uruguay · Bandera de Perú · Bandera de Chile             | Turf, Sordromo, Libido y La Ley                            | 2003                     |
| Bandera de Argentina · Bandera de Argentina · Bandera de Uruguay · Bandera de Uruguay      | Catupecu Machu, Ataque 77, Hereford y Trotsky Vengarán     | 2003                     |
| Bandera de México                                                                          | Molotov                                                    | 2004                     |
| Bandera de Argentina                                                                       | La Renga                                                   | 2004/2007/2011           |
| Bandera de España                                                                          | La Oreja de Van Gogh                                       | 2005                     |
| Bandera de Uruguay                                                                         | No Te Va Gustar                                            | 2005/2006/2009/2013/2015 |
| Bandera de Argentina                                                                       | Skay Beilinson                                             | 2005                     |
| Bandera de Argentina                                                                       | Indio Solari y los Fundamentalistas del Aire Acondicionado | 2005/2022                |
| Bandera de Uruguay                                                                         | Buitres Después de la Una                                  | 2006/2009/2014           |
| Bandera del Reino Unido                                                                    | Deep Purple                                                | 2006                     |
| Bandera de España                                                                          | Alejandro Sanz                                             | 2007                     |
| Bandera de España                                                                          | Joan Manuel Serrat                                         | 2007/2010                |
| Bandera del Reino Unido                                                                    | Jethro Tull                                                | 2007                     |
| Bandera de Brasil                                                                          | Sepultura                                                  | 2007                     |
| Bandera de Argentina                                                                       | Rata Blanca                                                | 2007                     |
| Bandera de Argentina · Bandera de Estados Unidos · Bandera de Uruguay · Bandera de Uruguay | Catupecu Machu, Marky Ramone, Hereford y Trotsky Vengarán  | 2008                     |
| Bandera de Venezuela                                                                       | Ricardo Montaner                                           | 2005/2009/2010/2011      |
| Bandera de Argentina                                                                       | Gustavo Cerati                                             | 2009                     |
| Bandera de Panamá                                                                          | Makano                                                     | 2009                     |
| Bandera de Panamá                                                                          | Rubén Blades                                               | 2010                     |
| Bandera de Uruguay                                                                         | ReyToro                                                    | 2010                     |
| Bandera de Argentina                                                                       | Andrés Calamaro                                            | 2010                     |
| Bandera de Suecia                                                                          | Roxette                                                    | 2011                     |
| Bandera de Argentina                                                                       | Charly García                                              | 2011                     |
| Bandera de Puerto Rico                                                                     | Ricky Martin                                               | 2011/2016                |
| Bandera de la República Dominicana                                                         | Juan Luis Guerra                                           | 2011                     |
| Bandera de Estados Unidos                                                                  | Nick Jonas & The Administration                            | 2011                     |
| Bandera de Puerto Rico                                                                     | Don Omar                                                   | 2011                     |
| Bandera de Estados Unidos                                                                  | Demi Lovato                                                | 2012                     |
| Bandera de Argentina                                                                       | Fito Páez                                                  | 2012                     |
| Bandera de Uruguay                                                                         | La Vela Puerca                                             | 2012/2015/2016/2018/2022 |
| Bandera de Puerto Rico                                                                     | Calle 13                                                   | 2012/2014                |
| Bandera de Bélgica · Bandera de Francia                                                    | Orchestre International du Vetex, Manu Chao                | 2012                     |
| Bandera de Estados Unidos                                                                  | Jonas Brothers                                             | 2013                     |
| Bandera de Uruguay                                                                         | El Cuarteto de Nos                                         | 1987/2002/2005/2013/2015 |
| Bandera de Argentina                                                                       | Tan Biónica                                                | 2013/2014                |
| Bandera de Puerto Rico                                                                     | Chayanne                                                   | 2015                     |
| Bandera de México                                                                          | CD9                                                        | 2015                     |
| Bandera de Uruguay                                                                         | Lucas Sugo                                                 | 2015                     |
| Bandera de Puerto Rico                                                                     | Daddy Yankee                                               | 2015                     |
| Bandera de Uruguay · Bandera de Uruguay                                                    | Rombai, Marama                                             | 2015/2016                |
| Bandera de Colombia                                                                        | Maluma                                                     | 2016/2017                |
| Bandera de Brasil                                                                          | Ivete Sangalo                                              | 2017                     |
| Bandera del Reino Unido                                                                    | Gorillaz                                                   | 2017                     |
| Bandera de Estados Unidos                                                                  | Marc Anthony                                               | 2018                     |
| Bandera de Inglaterra                                                                      | Carl Cox                                                   | 2018                     |